# 寬山
45°37′55″N 06°37′14″E / 45.63194°N 6.62056°E

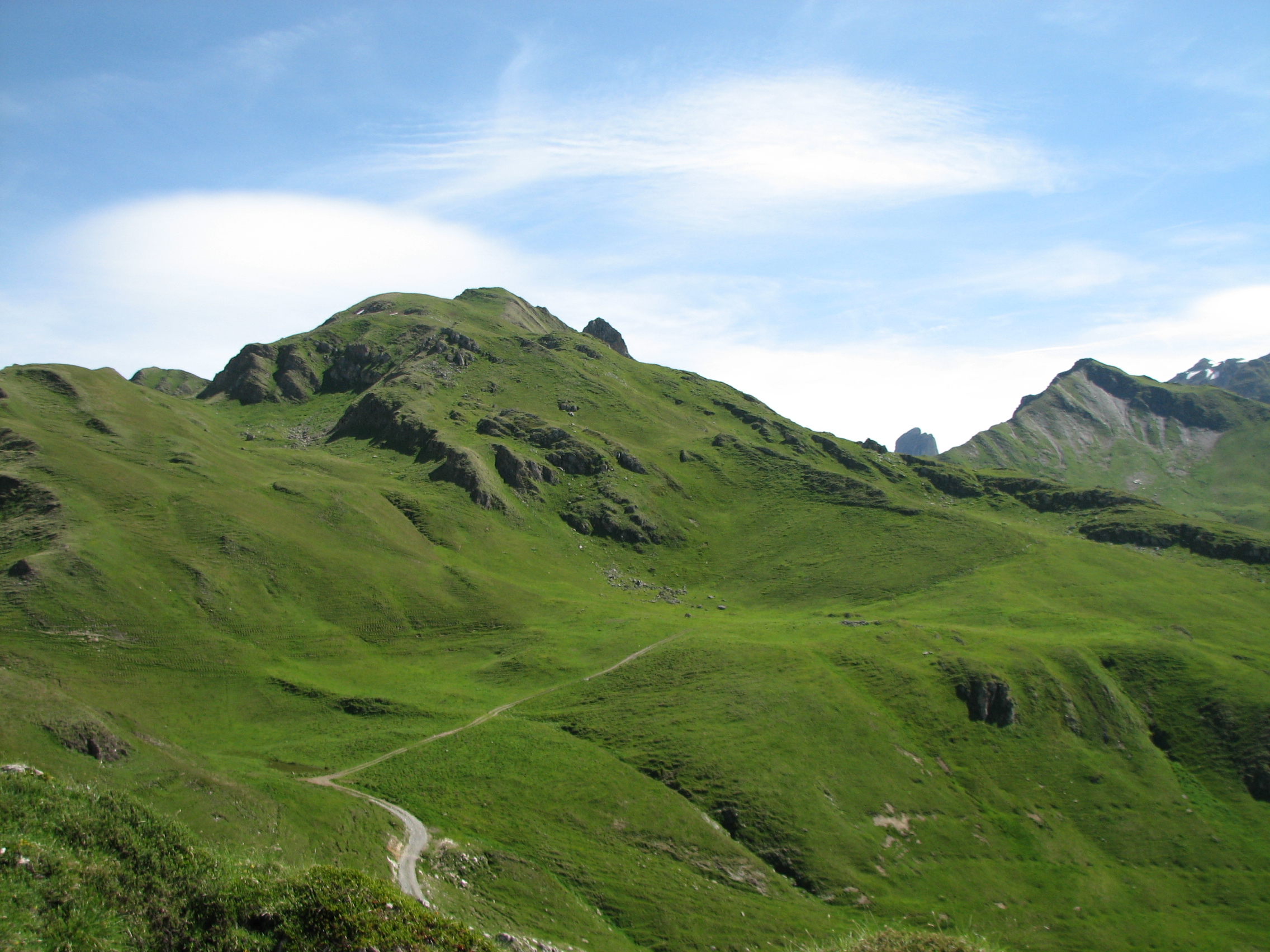

寬山（法語：Mont Coin），是法國的山峰，位於該國東南部，由奧文尼-隆-阿爾卑斯大區負責管轄，屬於博福爾坦山的一部分，海拔高度2,539米，每年平均降雨量1,567毫米。